# L'Aîné des Ferchaux
Pour les articles homonymes, voir L'Aîné des Ferchaux (homonymie).
L'Aîné des Ferchaux est un roman policier de Georges Simenon, paru en 1945.
Le roman se déroule en 1945, à Paris, Caen, Courseulles (Normandie), Dunkerque, Bruxelles, Cristobal et Colón (Panama), après un transit par Tenerife.

## Résumé
Michel Maudet, un jeune ambitieux, devient le secrétaire de Dieudonné Ferchaux, un ancien colon, que la justice de Caen soupçonne d'avoir, vingt-cinq ans plus tôt, commis en Afrique des malversations et assassiné trois indigènes. En dépit du passé assez trouble de son patron, Maudet admire Ferchaux, symbole pour lui d'un homme qui a réussi envers et contre tous. Aussi, quand la situation de Ferchaux devient intenable, Maudet l'accompagne à Dunkerque, où l'ancien colon s'embarque avec une partie de sa fortune sur un cargo en partance pour les îles Canaries. Abandonnant sa jeune femme, le secrétaire décide sur un coup de tête de suivre son patron.
Après un assez long périple, les deux hommes débarquent à Panama, puis s'installent sous de faux noms dans la ville de Colón, point d'entrée Nord du canal de Panama sur la mer des Caraïbes. Aigri et malade, Ferchaux devient de plus en plus revêche, égoïste et exigeant. Maudet, devenu indispensable à son patron, comprend dès lors qu'il ne doit plus compter que sur lui-même pour faire fortune. Il prend ses distances avec son patron et devient l'ami des caïds de la petite pègre du lieu. Il rencontre Mrs Lampson, une riche Américaine dont le bateau, le Santa Clara, effectue une escale plus longue que prévu à Colón. Il entrevoit alors la possibilité de sortir de l'impasse où il se trouve. Bientôt, il caresse le projet de voler Ferchaux. Pour arriver à ses fins, il tue son patron de sang-froid et livre son cadavre à un trafiquant de têtes indiennes. Il rejoint ensuite Mrs Lampson au Chili, puis s'en détache pour vivre librement son existence de riche aventurier.

## Aspects particuliers du roman
Un avant-propos de Simenon rappelle l’affaire Ferchaux (et ses antécédents) qui défraya la chronique, vers les années trente, dans le monde des entreprises coloniales et de la justice, affaire qui se termina par la disparition de Dieudonné Ferchaux, après sa mise en accusation.
À partir de cette donnée, le romancier a imaginé une suite où l’aîné des deux frères Ferchaux (le second n’ayant dans l’histoire qu’un rôle mineur) renoue avec l’aventure dans les pays lointains. La partie se joue entre deux hommes qu’une secrète connivence rapproche au départ : le vieux requin colonial qui croit retrouver en son secrétaire un garçon de sa trempe et le jeune ambitieux qui voit, dans un patron dont il subit d’abord l’ascendant, le caïd qu’il voudrait devenir. Mais leur évolution en sens contraire chez l’un comme chez l’autre montre qu’il y a, des deux côtés, erreur sur la personne.  

## Personnages
- Michel Maudet, secrétaire de Dieudonné Ferchaux, une vingtaine d’années au début du roman.
- Dieudonné Ferchaux, « l’homme de l’Oubangui », ancien colon et homme d’affaires.
- Emile Ferchaux, son frère cadet, engagé aussi dans les affaires coloniales.
- Lina, épouse de Michel Maudet.
- Mme Lampson, riche Américaine dont le bateau fait escale à Colon.
- Rénée, maîtresse de Maudet au Panama.

## Éditions
- Édition originale : Gallimard, 1945
- Folio N°930, 1977
- Folio Policier n° 201, 2001  (ISBN 978-2-07-041876-3)
- Tout Simenon, tome 25, Omnibus, 2003  (ISBN 978-2-258-06110-1)
- Romans durs, tome 6, Omnibus, 2012  (ISBN 978-2-258-09360-7)
- Romans durs, tome 6, Omnibus, 2023  (ISBN 978-2-258-20263-4)

## Adaptations

### Cinéma
- 1963 : L'Aîné des Ferchaux, film français de Jean-Pierre Melville, avec Jean-Paul Belmondo, Charles Vanel et Michèle Mercier

### Télévision
- 2001 : L'Aîné des Ferchaux, téléfilm français de Bernard Stora, avec Samy Naceri, Jean-Paul Belmondo et Julie Depardieu

## Source
- Maurice Piron, Michel Lemoine, L'Univers de Simenon, guide des romans et nouvelles (1931-1972) de Georges Simenon, Presses de la Cité, 1983, p. 118-119  (ISBN 978-2-258-01152-6)